# Porto-Vecchio Festival
Vous pouvez aider à l'améliorer ou bien discuter des problèmes sur sa page de discussion.
- Il ne cite pas suffisamment ses sources. Vous pouvez indiquer les passages à sourcer avec {{référence nécessaire}} ou {{Référence souhaitée}}, et inclure les références utiles en les liant aux notes de bas de page. (Marqué depuis juillet 2025)
- Son ton est trop promotionnel ou publicitaire, voire hagiographique. Le texte doit adopter un ton neutre et encyclopédique. (Marqué depuis juillet 2025)

- Archive Wikiwix
- Bing
- Cairn
- DuckDuckGo
- E. Universalis
- Gallica
- Google
- G. Books
- G. News
- G. Scholar
- Persée
- Qwant
- (zh) Baidu
- (ru) Yandex
- (wd) trouver des œuvres sur Wikidata

Le Porto-Vecchio Festival est un festival de musique qui se déroule chaque année en Corse-du-Sud, dans la ville de Porto-Vecchio. Il s'inscrit désormais comme un rendez-vous incontournable et apprécié du grand public[réf. nécessaire].
Créé en 2010, l'événement réunit des artistes internationaux aux côtés des talents locaux. La programmation artistique se veut plurielle, éclectique. Pour cette raison, le Porto-Vecchio Festival ne peut se résumer à un genre de musique bien défini. Les années précédentes, le Porto-Vecchio Festival a accueilli des artistes aussi variés que Kavinsky, les Pony Pony Run Run, ou encore Yuksek et les Brigitte. 
Basée sur l'une des plus belles plages de la région[non neutre], à Santa Giulia, la quatrième édition se déroule du 29 août au 1er septembre 2013.